# (7050) 1982 FE3
(7050) 1982 FE3 là một tiểu hành tinh vành đai chính. Nó được phát hiện bởi Henri Debehogne ở Đài thiên văn La Silla ở Chile ngày 20 tháng 3 năm 1982.